# Eddie Manning
Eddie Manning (* 28. September 1970) ist ein ehemaliger englischer Snookerspieler, der mit Unterbrechungen zwischen 1991 und 2003 für zehn Saisons Profispieler war. Sein größter Erfolg war eine Finalteilnahme beim dritten Event der WPBSA Minor Tour 1994/95.

## Karriere
Manning wurde 1991 Profispieler. Zunächst zeichneten sich seine Ergebnisse vor allem durch Qualifikationsniederlagen aus, wenngleich er regelmäßig immerhin erst in den finalen Qualifikationsrunden ausschied. Von daher war er auf der Weltrangliste stets in den 200ern platziert. Seinen ersten großen Erfolg feierte er mit der Teilnahme an der Runde der letzten 32 des ersten Events der Strachan Challenge 1994. Das Turnier hatte aber keinen Einfluss auf die Weltrangliste. Obgleich er während der Saison 1994/95 nur an wenigen Turnieren teilnahm, bedeutete sie für Manning seinen Durchbruch. Insbesondere bei den Events der WPBSA Minor Tour 1994/95 war er erfolgreich: Neben dem Achtelfinale des fünften Events erreichte er das Endspiel des dritten Events. Obgleich er gegen John Lardner verlor, gaben ihm diese Erfolge neues Selbstvertrauen. In der folgenden Saison nahm er wieder an deutlich mehr Turnieren teil. Nachdem diese Saison zunächst wieder von Qualifikationsniederlagen geprägt war, erreichte er während der folgenden Saison bei der UK Championship erstmals die Hauptrunde eines Ranglistenturnieres.
Deshalb wurde er Mitte 1997 auf Rang 144 der Weltrangliste geführt. Auch wenn das für ihn eine neue Rekordplatzierung bedeutete, verlor er seinen Profistatus, da er wegen struktureller Änderungen des Profi-Zirkus nicht mehr direkt für die nächste Saison qualifiziert war. Dank einiger guter Ergebnisse auf der UK Tour 1997/98, einer „Ersatz-Profitour“, konnte er aber nach einer Spielzeit Abstinenz wieder auf die richtige Profitour zurückkehren. Es dauerte zwar ein wenig, bis Manning wieder Fuß fasste, doch mit dem Einzug in die finale Qualifikationsrunde der Snookerweltmeisterschaft 2000 gelang dem Engländer nach zwei Jahren eine große Überraschung. Wenige Monate später erreichte er die Hauptrunde des Grand Prix 2000. Zwar war er in den Top 128 der Weltrangliste platziert, doch Rang 128 Mitte 2001 reichte erneut nicht für eine direkte Qualifikation für die nächste Saison aus. Nach einem Jahr auf der WSA Open Tour und der Challenge Tour, der Nachfolger-Tour der UK Tour, konnte er wieder auf die richtige Profitour zurückkehren. Doch nachdem er während der Saison 2002/03 nur ein einziges Spiel gewonnen hatte, flog er 2003 wieder von der Tour. Danach beendete er vorläufig seine Karriere.
Lebte Manning während seiner Profikarriere noch in Leicester, so zog er später nach Newquay in Cornwall. Dort konnte er sich Mitte der 2010er-Jahre für einige Zeit als einer der führenden Amateure etablieren. Auch darüber hinaus meldete er sich zurück. So nahm er 2015 und 2016 an der Q School teil. Trotz einer Halbfinalteilnahme beim ersten Event 2016 verpasste er aber eine Qualifikation. 2017 erreichte er zudem das Achtelfinale der English Amateur Championship.

## Erfolge
| Ausgang       | Jahr | Turnier                            | Finalgegner  | Ergebnis |
| ------------- | ---- | ---------------------------------- | ------------ | -------- |
| Profiturniere |      |                                    |              |          |
| Zweiter       | 1995 | WPBSA Minor Tour 1994/95 – Event 3 | John Lardner | 2:5      |